# Панкудавелі (Грама Ніладхарі)
Грама Ніладхарі Панкудавелі (№ 186) — Грама Ніладхарі підрозділу ОС Еравур-Патту, округ Баттікалоа, Східна провінція, Шрі-Ланка.